# Воробиевка (Озёрнянская сельская община)
Воробиевка (укр. Воробіївка) — село в Озёрнянской сельской общине Тернопольского района Тернопольской области Украины.
До 2020 года входило в Зборовский район.
Код КОАТУУ — 6122681602. Население по переписи 2001 года составляло 255 человек.

## Географическое положение
Село Воробиевка находится на правом берегу реки Нестеровка,
выше по течению на расстоянии в 1 км расположено село Серединцы,
на противоположном берегу — село Куровцы.
Рядом проходит железная дорога, станция Цебров в 2-х км.

## История
- 1791 год — дата основания.

## Объекты социальной сферы
- Клуб.